# James Dunlop (fotbalista)
James Dunlop (17. května 1870 – 11. ledna 1892) byl skotský fotbalista, který hrál za klub St. Mirren FC. Dunlop si pořezal koleno, když za St. Mirren hrál (kde se vypracoval na pozici kapitána klubu) a následně zemřel na infekci tetanu ve věku 21 let.
Je pohřben na hřbitově Woodside v západní části města Paisley. Hrob stojí na vrcholu kopce naproti severní straně krematoria.